# Sagres, São Paulo
Sagres är en kommun i Brasilien.   Den ligger i delstaten São Paulo, i den södra delen av landet, 700 km söder om huvudstaden Brasília. Antalet invånare är 2 395.
Omgivningarna runt Sagres är en mosaik av jordbruksmark och naturlig växtlighet. Runt Sagres är det ganska glesbefolkat, med 24 invånare per kvadratkilometer.